# A Baltimore Ravens szezonjai
Ez a Baltimore Ravens szezonjainak listája a National Football League-ben.
| Super Bowl Bajnok | Főcsoportgyőztes | Csoportgyőztes | Wild Card Hely |

| Szezon           | Csapat   | Bajnokság | Főcsoport | Csoport  | Alapszakasz | Alapszakasz | Alapszakasz | Alapszakasz | Rájátszás eredmények | Díjak                                                                                         |
| Szezon           | Csapat   | Bajnokság | Főcsoport | Csoport  | Eredmény    | Győzelem    | Vereség     | Döntetlen   | Rájátszás eredmények | Díjak                                                                                         |
| ---------------- | -------- | --------- | --------- | -------- | ----------- | ----------- | ----------- | ----------- | --- | --------------------------------------------------------------------------------------------- |
| Baltimore Ravens |          |           |           |          |             |             |             |             | |                                                                                               |
| 1996             | 1996     | NFL       | AFC       | Középső  | 5.          | 4           | 12          | 0           | |                                                                                               |
| 1997             | 1997     | NFL       | AFC       | Középső  | 5.          | 6           | 9           | 1           | | Peter Boulware (Defensive ROY)                                                                |
| 1998             | 1998     | NFL       | AFC       | Középső  | 4.          | 6           | 10          | 0           | |                                                                                               |
| 1999             | 1999     | NFL       | AFC       | Középső  | 3.          | 8           | 8           | 0           | |                                                                                               |
| 2000             | 2000     | NFL       | AFC       | Középső  | 2.          | 12          | 4           | 0           | Győzelem Wild Card rájátszás (Broncos) 21-3 Győzelem Csoport rájátszás (Titans) 24-10 Győzelem Főcsoport bajnokság (Raiders) 16-3 Győzelem Super Bowl XXXV (Giants) 34-7   | Ray Lewis (NFL Defensive POTY) Ray Lewis (SB MVP)                                             |
| 2001             | 2001     | NFL       | AFC       | Középső  | 2.          | 10          | 6           | 0           | Győzelem Wild Card rájátszás (Dolphins) 20-3 Vereség Csoport rájátszás (Steelers) 27-10                                                                                    |                                                                                               |
| 2002             | 2002     | NFL       | AFC       | Északi   | 3.          | 7           | 9           | 0           | |                                                                                               |
| 2003             | 2003     | NFL       | AFC       | Északi   | 1.          | 10          | 6           | 0           | Vereség Wild Card rájátszás (Titans) 20-17 | Terrell Suggs (Defensive ROY) Ray Lewis (NFL Defensive POTY) Jamal Lewis (NFL Offensive POTY) |
| 2004             | 2004     | NFL       | AFC       | Északi   | 2.          | 9           | 7           | 0           | | Ed Reed (NFL Defensive POTY)                                                                  |
| 2005             | 2005     | NFL       | AFC       | Északi   | 3.          | 6           | 10          | 0           | |                                                                                               |
| 2006             | 2006     | NFL       | AFC       | Északi   | 1.          | 13          | 3           | 0           | Vereség Csoport rájátszás (Colts) 15-6 |                                                                                               |
| 2007             | 2007     | NFL       | AFC       | Északi   | 4.          | 5           | 11          | 0           | |                                                                                               |
| 2008             | 2008     | NFL       | AFC       | Északi   | 2.          | 11          | 5           | 0           | Győzelem Wild Card rájátszás (Dolphins) 27-9 Győzelem Csoport rájátszás (Titans) 13-10 Vereség Főcsoport bajnokság (Steelers) 23-14                                        | Joe Flacco (Pepsi ROY)                                                                        |
| 2009             | 2009     | NFL       | AFC       | Északi   | 2.          | 9           | 7           | 0           | Győzelem Wild Card rájátszás (Patriots) 33-14 Vereség Csoport rájátszás (Colts) 20-3                                                                                       |                                                                                               |
| 2010             | 2010     | NFL       | AFC       | Északi   | 2.          | 12          | 4           | 0           | Győzelem Wild Card rájátszás (Chiefs) 30-7 Vereség Csoport rájátszás (Steelers) 31-24                                                                                      |                                                                                               |
| 2011             | 2011     | NFL       | AFC       | Északi   | 1.          | 12          | 4           | 0           | Győzelem Csoport rájátszás (Texans) 20-13 Vereség Főcsoport bajnokság (Patriots) 23-20                                                                                     | Terrell Suggs (NFL Defensive POTY)                                                            |
| 2012             | 2012     | NFL       | AFC       | Északi   | 1.          | 10          | 6           | 0           | Győzelem Wild Card rájátszás (Colts) 24-9 Győzelem Csoport rájátszás (Broncos) 38-35 Győzelem Főcsoport bajnokság (Patriots) 28-13 Győzelem Super Bowl XLVII (49ers) 34-31 | Joe Flacco (SB MVP)                                                                           |
| 2013             | 2013     | NFL       | AFC       | Északi   | 3.          | 8           | 8           | 0           | |                                                                                               |
| 2014             | 2014     | NFL       | AFC       | Északi   | 3.          | 10          | 6           | 0           | Győzelem Wild Card rájátszás (Steelers) 30-17 Vereség Csoport rájátszás (Patriots) 35-31                                                                                   |                                                                                               |
| 2015             | 2015     | NFL       | AFC       | Északi   | 3.          | 5           | 11          | 0           | |                                                                                               |
| 2016             | 2016     | NFL       | AFC       | Északi   | 2.          | 8           | 8           | 0           | |                                                                                               |
| Összesen         | Összesen | Összesen  | Összesen  | Összesen | Összesen    | 181         | 154         | 1           | (1996–2016, csak az alapszakasz) | (1996–2016, csak az alapszakasz)                                                              |
| Összesen         | Összesen | Összesen  | Összesen  | Összesen | Összesen    | 15          | 8           |             | (1996–2016, csak rájátszás) | (1996–2016, csak rájátszás)                                                                   |
| Összesen         | Összesen | Összesen  | Összesen  | Összesen | Összesen    | 196         | 162         | 1           | (1996–2016, alapszakasz és rájátszás) | (1996–2016, alapszakasz és rájátszás)                                                         |